# الرياضيات في الصين

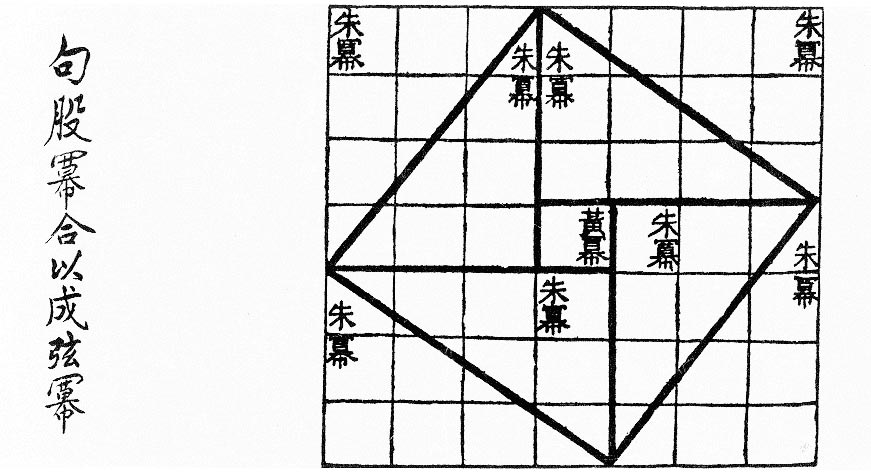

ظهرت الرياضيات في الصين بشكل مستقل بحلول القرن الحادي عشر قبل الميلاد. طور الصينيون بشكل مستقل نظامًا حقيقيًا للأرقام يتضمن أعدادًا كبيرة وسلبية بشكل ملحوظ وأكثر من نظام رقمي واحد ( القاعدة 2 والقاعدة 10 ) والجبر والهندسة ونظرية الأعداد وعلم المثلثات.
في سلالة هان، حقق الصينيون تقدمًا كبيرًا في العثور على الجذر التاسع للأعداد الإيجابية وحل معادلات التطابق الخطي. أعطت النصوص الرئيسية من الفترة ، التسعة فصول في الفن الرياضي والكتاب عن الأعداد والحسابات عمليات مفصلة لحل مختلف المشاكل الرياضية في الحياة اليومية. تم حساب جميع الإجراءات باستخدام لوحة العد في كلا النصين وتضمنت العناصر العكسية وكذلك التقسيمات الإقليدية.